# Rhein-Main International Montessori School
Die Rhein-Main International Montessori School (RIMS) war von 2004 bis 2015 neben der Philipp-Reis-Schule (PRS) eine von zwei weiterführenden Schulen in Friedrichsdorf. Die RIMS befand sich in freier Trägerschaft und war die jüngste Schule der Stadt. Als eine von wenigen internationalen Montessori-Schulen Deutschlands vereinte sie das gesamte Spektrum der Montessoripädagogik vom Kinderhaus über die Grundschule bis hin zum Gymnasium unter einem Dach. Mit Ausnahme der gymnasialen Oberstufe arbeitete die RIMS nach den Standards der Association Montessori Internationale, einer Art Gütesiegel für Montessori-Einrichtungen.

## Schulträger
Die RIMS wurde im Jahr 2004 eingeweiht. Die Planungen begannen bereits 2002. Zu dieser Zeit wurde sie von dem Ehepaar von Walderdorff und dem Trägerverein RIMS e.V. gesponsert und entworfen. Von letzterem wurde sie auch geleitet. Der Verein wurde am 18. Februar 2003 als gemeinnütziger Verein gegründet. Der Vorstand unterstützte den Schulleiter in seiner Position. Er war verantwortlich für die Finanzen, Ausbauten und die Einstellung des Lehrpersonals. Die Mitglieder des Vereinsvorstandes wurden für drei Jahre gewählt.

## Schule
Die RIMS bestand aus einem Kinderhaus, einer Grundschule und einer weiterführenden Schule. Eine gymnasiale Oberstufe wurde im Schuljahr 2008/2009 eingeführt; dort wurde allerdings nicht nach der Montessori-Methode unterrichtet.
Die Schule war nie als prüfungsberechtigte Schule anerkannt gewesen, weshalb die Abiturprüfungen an staatlichen Schulen abgelegt werden mussten. 2014 kam die Schule in die Schlagzeilen, weil bei der Abiturprüfung die Hälfte der Schüler durchgefallen war. Da die Schule auch nicht die Möglichkeit geboten hatte, nach der 10. Klasse die mittlere Reife zu erwerben, standen die gescheiterten Abiturienten ohne jeden Abschluss da. Im darauf folgenden Schuljahr 2014/15 brachen die Schülerzahlen ein, was mit zur Schließung der Schule im Sommer 2015 beitrug.

## Finanzierung
Die RIMS war eine Ersatzschule. Sie finanzierte sich aus Elternbeiträgen und aus Geldern der Hessischen Ersatzschulfinanzierung.

## Gebäude
Die RIMS hatte zwei Gebäude: Das Hauptgebäude (Hugenottenstraße 119) ist Teil des früheren Instituts Garnier, das größere Nebengebäude wurde 2006 fertiggestellt.

### Hauptgebäude
Im Hauptgebäude befanden sich ab dem Sommer 2007 die Kinderhausgruppen sowie die Grundschulklassen. Es bestand aus vier Stockwerken und einem Untergeschoss, worin sich eine Tanzschule befand und welches später nach einigen Umbauten für die Oberstufe genutzt wurde. Im Erdgeschoss befanden sich das Lehrerzimmer, Sekretariat, Konferenzraum und die Aula. Auch gab es hier die Büros des administrativen und des pädagogischen Direktors. Im ersten bis dritten Stockwerk befanden sich die Klassenräume der Grundschule.

### Nebengebäude
Im Nebengebäude befanden sich die weiterführenden Klassen, die Aula und die Küche.

## Nachfolgende Nutzung
Ab August 2018 nutzte das King's College die Räume als Schule. Seit 2021 befindet sich dort eine integrative Kindertagesstätte.